# Мадонна с Младенцем (картина Лоренцо Джерини)
«Мадонна с Младенцем» — картина, приписываемая итальянскому живописцу периода кватроченто, раннего итальянского Возрождения Лоренцо ди Никколо́ Джерини, из собрания Государственного Эрмитажа.
На картине изображена Мадонна с Младенцем на коленях, в руке у Младенца щeглёнок, что связано с иконографией Мадонны со щеглом, символизирующей Крестный путь Иисуса Христа.
По золотому фону в технике сграффито изображены нимбы Мадонны и Младенца. Основа картины состоит из двух вертикально ориентированных досок, поверх которых наложена рама в виде резной готической арки, с обратной стороны рама прибита 15 коваными гвоздями. Рама также расписана Джерини, по арке расположены семь красных и тёмно-синих херувимов; на колоннах изображены четыре ангела; в основании рамы три медальона с изображениями (слева направо) св. Екатерины Александрийской, Иисуса Христа и св. Доротеи Кесарийской; ниже медальонов по всей длине рамы на чёрном фоне надпись золотыми буквами: MDM AVE MARIA GRATIA PLENA DOM TECV (Радуйся, Мария Благодатная! Господь с Тобою. — Лк. 1: 28). На базах угловых колонн рамы изображено два гербовых щита; левый щит рассечён, в первом поле на голубом фоне серебряное стропило, во втором поле на серебряном фоне голубое стропило. На правом щите гербе с голубым фоном, на котором турнирный воротник, две золотые лилии, красное горящее сердце и золотой полумесяц рогами вверх. Владельцы гербов не установлены.
Долгое время святая в правом медальоне была не определена. В. Н. Лазарев счёл что это святая Варвара Илиопольская, но эта гипотеза вызвала серьёзные возражения: св. Варвара в католической иконографии традиционно изображалась с башней в руках, а в медальоне святая показана с букетом цветов и книгой в руках, на её голове просматривается венок. Т. К. Кустодиева решила что это святая Доротея Кесарийская.
Ранняя история картины не установлена, в первой половине XIX века она принадлежала графине А. А. Орловой-Чесменской. После её смерти картина в соответствии с завещанием была передана в Юрьев монастырь под Новгородом — Анна Алексеевна покровительствовала этому монастырю была там похоронена. После Октябрьской революции монастырское имущество было национализировано и картина поступила в Государственный музейный фонд, где собирались реквизированные произведения искусства для дальнейшего их распределения по музеям. В 1924 году картина поступила в собрание Эрмитажа. Выставляется в здании Большого (Старого) Эрмитажа в зале 207.
По мнению Т. К. Кустодиевой данное изображение Мадонны относится к иконографическому типу «Мадонны Смирения» (Madonna dell’Umilta).

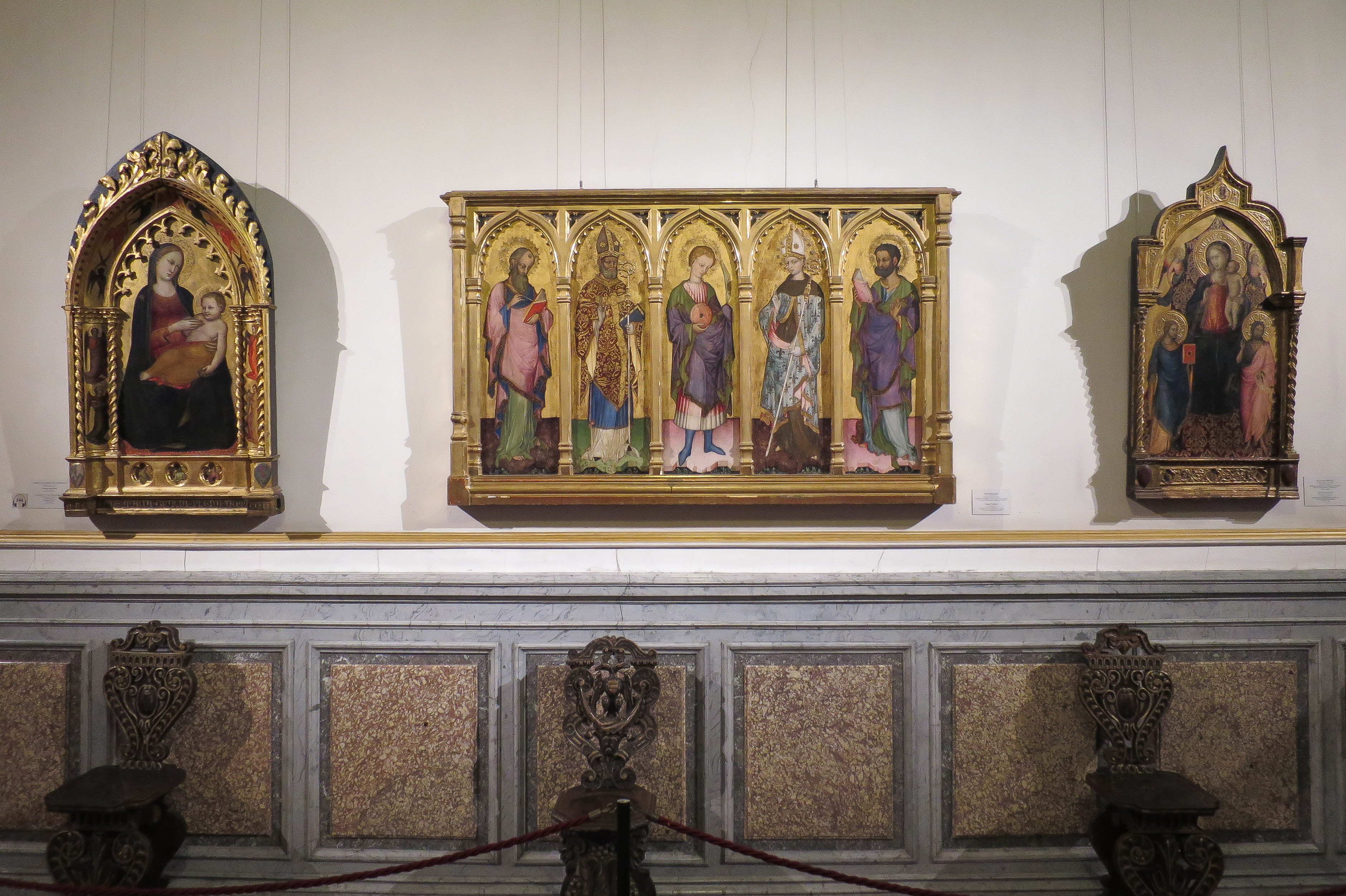
Картина в зале 207 Большого Эрмитажа (Зал итальянских примитивов)

При поступлении в Эрмитаж картина была принята как работа Аньоло Гадди. Э. К. Липгарт и А. Вентури считали что картина написана Парри Спинелли. В. Н. Лазарев переатрибутировал её как работу Лоренцо ди Никколó Джерини, долгое время считавшимся сыном Никколо ди Пьетро Джерини. Свои выводы Лазарев аргументировал тем, что эрмитажная картина в стилевом отношении близка к таким достоверным работам Лоренцо ди Никколо, как полиптих из церкви Сан-Мартино в Теренциано близ Флоренции (1402) и триптих в Пинакотеке в Сан-Джиминьяно (1401). Он счел что картина относится к раннему периоду творчества художника, последние буквы в надписи на раме расшифровал как указание даты 1400 год. Т. К. Кустодиева, в целом соглашаясь с мнением Лазарева, отмечает что «близость манеры Лоренцо ди Никколо Джерини к манере живописцев мастерской его отца не позволяет с абсолютной уверенностью утверждать, что картина выполнена самим Лоренцо» .Тем не менее в Эрмитаже работа по прежнему приписана этому художнику (со знаком вопроса).
Российский искусствовед Т. К. Кустодиева в своём обзоре эрмитажного собрания итальянского искусства эпохи Возрождения писала о картине:

Хрупкость позднего «пламенеющего» стиля готики вступает в противоречие с центральными фигурами, весомыми, приземистыми, решёнными в ином, джоттовском ключе. И композиция, и персонажи кажутся несколько тяжеловесными, полуобнажённая фигура младенца Христа — неуклюжей и грубоватой. Однако произведение привлекательно тем, что художник пытается согреть эту сцену теплом человеческих чувств….